# 稚鱈
稚鱈，為輻鰭魚綱鱈形目稚鱈科的其中一種，分布於東大西洋冰島至非洲西部，包括地中海、西印度洋馬達加斯加、太平洋澳洲、紐西蘭至智利胡安·費爾南德斯群島海域，為深海魚類，深度450-2500公尺，本魚眼相當大且大於吻的長度，體色通常為灰色，體長可達80公分，生活習性不明。